# Печенін Кирило Валерійович
Кирило Валерійович Печенін (біл. Кірыл Валер’евіч Пячэнін; нар. 18 березня 1997, Вітебськ, Білорусь) — білоруський футболіст, захисник клубу «Динамо-Берестя» та національної збірної Білорусі.

## Клубна кар'єра
Вихованець вітебського футболу, 2015 року розпочав виступи в дублі «Вітебська». У 2016 році, будучи ключовим гравцем дублюючого складу, почав залучатися до першої команди. До початку сезону 2017 року тренувався разом з основою «Вітебська», але в березні 2017 року відданий в оренду першоліговій «Орші», де став одним з провідних гравців.
У липні 2017 року відправився в оренду до новополоцького «Нафтану». У Вищій лізі дебютував 31 липня 2017 року в поєдинку проти «Слуцька», вийшовши на поле в стартовому складі. У новополоцькому клубі закріпився на позиції основного лівого захисника. За підсумками сезону 2017 року «Нафтан» вилетів до Першої ліги, а в грудні 2017 року Кирило повернувся до «Вітебська».
У сезоні 2018 року закріпився у вітебській команді, чергуючи виходи у стартовому складі та з лави для запасних. У сезоні 2019 року вже закріпився у стартовому складі, зіграв у 29 матчах, провів на полі понад 2300 хвилин і набрав 2 + 4 очки за системою гол + пас. Виступав на позиції лівого захисника або півзахисника.
У січні 2020 року підписав дворічний контракт з брестейським «Динамо».

## Кар'єра в збірній
25 березня 2017 року дебютував у молодіжній збірній Білорусі у товариському матчі зі збірною Литви. У липні 2017 року виступав за другу збірну Білорусі на Кубку короля Таїланду.
У 2019 році почав залучатися до збірної Білорусі. 9 вересня 2019 року дебютував за національну збірну у другому таймі товариського матчу проти Уельсу (0:1).

## Статистика виступів
| Сезон    | Дивізіон | Клуб       | Країна   | Матчі | Голи |
| -------- | -------- | ---------- | -------- | ----- | ---- |
| 2015     | дубль    | «Вітебськ» | Білорусь | 25    | 1    |
| 2016     | дубль    | «Вітебськ» | Білорусь | 29    | 7    |
| 2017 (1) | Д2       | «Орша»     | Білорусь | 11    | 0    |
| 2017 (2) | Д1       | «Нафтан»   | Білорусь | 13    | 1    |
| 2018     | Д1       | «Вітебськ» | Білорусь | 29    | 3    |
| 2019     | Д1       | «Вітебськ» | Білорусь | 29    | 2    |